# Labastide-Esparbairenque
Labastide-Esparbairenque – miejscowość i gmina we Francji, w regionie Oksytania, w departamencie Aude.
Według danych na rok 1990 gminę zamieszkiwały 94 osoby, a gęstość zaludnienia wynosiła 6 osób/km² (wśród 1545 gmin Langwedocji-Roussillon Labastide-Esparbairenque plasuje się na 807. miejscu pod względem liczby ludności, natomiast pod względem powierzchni na miejscu 512.).

## Zabytki
Zabytki w miejscowości posiadające status Monument historique:
- kościół Saint-André (Église Saint-André)
- kościół Saint-Sernin (Église Saint-Sernin)